# Aquaporina 1
A aquaporina 1 (AQP1) é um canal de água amplamente expresso em células, e cujas funções fisiológicas nos rins têm sido muito estudadas.
É encontrada na membrana basolateral e na membrana apical dos túbulos próximais, na porção descendente da alça de Henle e na porção descendente dos capilares peritubulares (vasa recta).
É adicionalmente encontrada em eritrócitos, no endotélio vascular, no tracto gastrointestinal, glândulas sudoríparas e nos pulmões.
Esta proteína não sofre regulação pela vasopressina

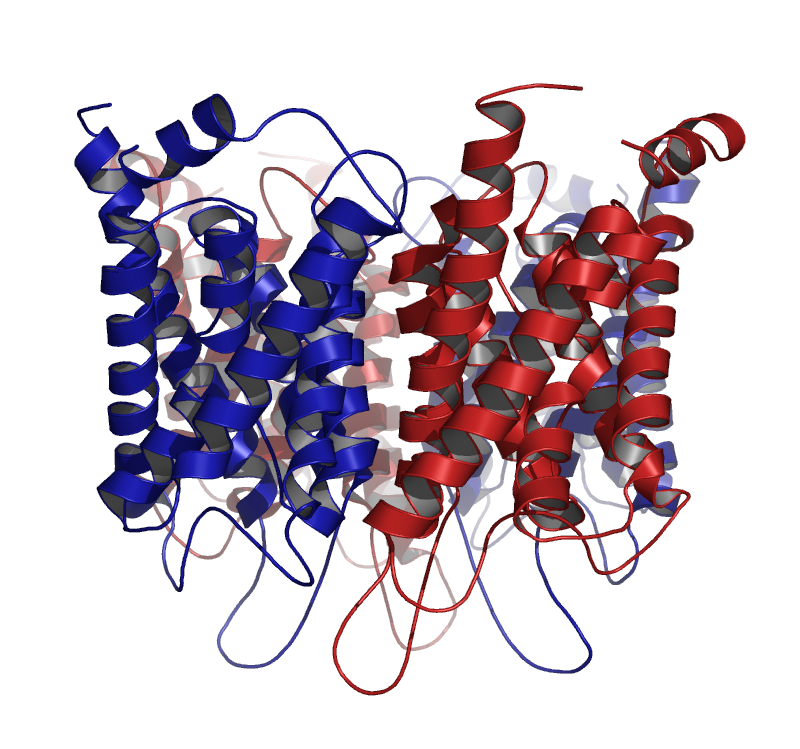
Vista lateral da aquaporina 1 (AQP1)